# Tarzan Escapes
Tarzan Escapes is een Amerikaanse avonturenfilm uit 1936, geregisseerd door onder andere Richard Thorpe en John Farrow. Het is de derde Tarzan-film van MGM. De hoofdrol van Tarzan wordt wederom vertolkt door Johnny Weissmuller.

## Verhaal
Kapitein Fry, een jager, probeert Tarzan mee te nemen naar de beschaafde wereld in de hoop een kermisattractie van hem te maken. Ondertussen arriveren Eric en Rita, een neef en nicht van Jane, in de jungle om Jane te vertellen dat er thuis een groot fortuin op haar wacht.
Tarzan wordt gevangengenomen maar kan ontsnappen dankzij de hulp van een paar olifanten en zijn chimpansee Cheeta. Vervolgens jaagt hij Fry de jungle in, waar hij wordt gedood door hongerige hagedissen.

## Rolverdeling
| Acteur             | Personage   |
| ------------------ | ----------- |
| Johnny Weissmuller | Tarzan      |
| Maureen O'Sullivan | Jane Parker |
| John Buckler       | Captain Fry |
| Benita Hume        | Rita        |
| William Henry      | Eric        |
| Herbert Mundin     | Rawlins     |
| E.E. Clive         | Masters     |
| Darby Jones        | Bomba       |

## Achtergrond
Dit was de laatste film van John Buckler. Hij en zijn vader kwamen een week voor de première van de film om bij een auto-ongeluk. Drie jaar later stierf ook acteur Herbert Mundin bij een auto-ongeluk.
De scène waarin Tarzan vecht met vampiervleermuizen kostte een week om te filmen. De moeite van de opname bleek achteraf tevergeefs want de scène werd uit de film geknipt nadat een testpubliek de scène te intens vond.
De eerste regisseur, James C. McKay, nam veel van de “gruwelijke scènes” op voor de film. Hij werd in 1936 echter vervangen door John Farrow die veel van de film opnieuw opnam.